# Joint torique

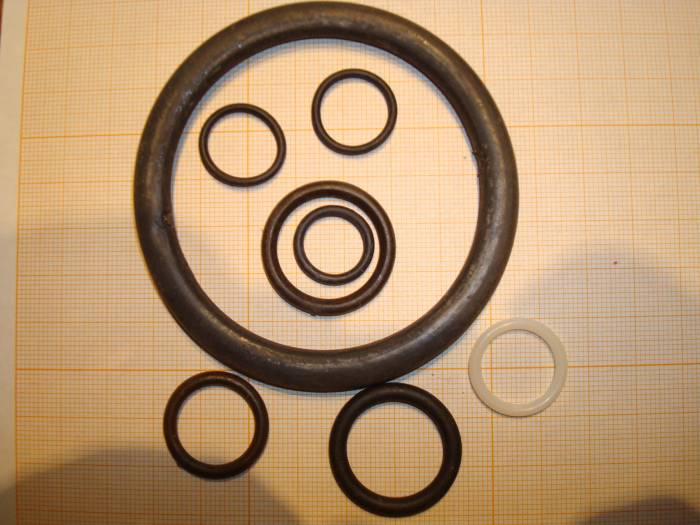
Divers joints toriques.

Un joint torique est un joint en forme de tore. Il est généralement utilisé pour assurer l'étanchéité.
Il existe trois standards de dureté Shore : 70 Shore A, 80 Shore A et 90 Shore A. La compression d'un joint torique après montage ne doit pas dépasser 20 %.[réf. souhaitée]
Dans le matériel hydromécanique, c'est le principal dispositif d'étanchéité.

## Matières courantes:élastomères
- Caoutchouc « nitrile » (NBR)
- EPDM
- Silicone
- Polyuréthane
- Viton (FKM ou FPM) : élastomère fluoré.

Voir aussi Liste des codes des polymères.
Il existe plusieurs dimensions (en mm) pour le diamètre du joint. Les principaux sont 1,78, 2,62, 3,53  et 5,33.

## Montage
- Montage type piston
- Montage type couvercle

### Montage avec bagues
La pression ou les efforts peuvent endommager le joint torique monté seul dans son logement. Une ou deux bagues de part et d'autre du joint protègent celui-ci du coincement.  

### En fonction statique
Le joint ne bouge pas.

### En fonction dynamique
| 1 | 1,50 | 1,60 | 1,78 | 1,80 | 1,90 | 2 | 2,40 | 2,50 | 2,62 | 2,65 | 2,70 | 3 | 3,50 | 3,53 | 3,55 | 3,60 | 3,65 | 4 | 4,5 | 5 | 5,3 | 5,33 | 5,70 | 6 | 6,99 | 7 | 8,40 |
| - | ---- | ---- | ---- | ---- | ---- | - | ---- | ---- | ---- | ---- | ---- | - | ---- | ---- | ---- | ---- | ---- | - | --- | - | --- | ---- | ---- | - | ---- | - | ---- |

## Joint à quatre lobes
Le joint à quatre lobes nommé quadring ou quadrilobe remplace le joint torique traditionnel pour des applications particulières qui demandent plus d’étanchéité et une réduction des frottements entre les faces en contact, que cela soit en situation statique ou dynamique. Cet anneau de caoutchouc synthétique homogène profilé peut être utilisé pour des mouvements alternatifs ou rotatifs. Il supporte une très grande gamme de pression (de 0,5 bar à 500 bars) et ses dimensions sont identiques à celles des joints toriques.
Le joint torique à quatre lobes présente le double de points de contact que le joint torique simple. Il est disponible dans les mêmes dimensions et se monte selon les mêmes conditions de montage.

## Accident de Challenger
Le 28 janvier 1986, lors de la mission STS-51-L, un des joints toriques du booster d'appoint droit de la navette spatiale Challenger a réagi trop lentement à cause du froid. Une fuite de carburant s'est produite. Le carburant s'est enflammé et a atteint le support du booster qui a fini par se rompre. Le nez du booster d'appoint a frappé le réservoir central causant son explosion. La navette s'est désintégrée en vol 73 secondes après le lancement. Aucun membre de l'équipage n'a survécu.